# Laetana opulenta
Laetana opulenta là một loài bọ cánh cứng trong họ Chrysomelidae. Loài này được Peringuey miêu tả khoa học năm 1892.